# Општина Гањаса (Олт)
Гањаса (рум. Găneasa) општина је у Румунији у округу Олт.
Oпштина се налази на надморској висини од 125 m.